# アレクサンドリア・オカシオ＝コルテス
アレクサンドリア・オカシオ＝コルテス（英語: Alexandria Ocasio-Cortez、AOC、1989年10月13日 - ）は、アメリカ合衆国の政治家、活動家。

## 概要
ニューヨークのブロンクス区出身で、ブロンクス生まれの父親とプエルトリコ出身の母親を両親に持つ。労働者階級の家庭で育ち、ボストン大学に進学して経済と国際関係を学んだ。在学中の2008年に父を亡くしており、大学を卒業後は寡婦となった母親の家計を助けるためブロンクス区に戻り、ウェイトレスやバーテンダーの職を務めた。
2018年6月26日に行われたニューヨーク州第14選挙区予備選挙で、下院議員を10期務めた現職候補ジョー・クローリーを破って民主党下院議員候補となり、2018年米中間選挙最大の番狂わせなどと報じられメディアの注目を浴びることとなった。政治団体「アメリカ民主社会主義者」のメンバーでもある。
2018年の中間選挙で共和党候補のアンソニー・パパスを破り、史上最年少の女性下院議員となった。

## 人物・来歴

### 生い立ち
1989年10月13日にニューヨーク市ブロンクス区でカトリックの家庭に誕生した。父のセルヒオ・オカシオはブロンクスのプエルトリコ人家庭の生まれで、母のブランカ・オカシオ＝コルテスはプエルトリコ出身である。一家は当初パークチェスター近隣住区のアパートに住んでいたが、オカシオ＝コルテスが5歳のときにウェストチェスター郡の郊外にあるヨークタウンハイツの家に引っ越した。なおヨークタウンに移り住んだ後も、オカシオ＝コルテスは定期的にブロンクスにいる親族の元を訪れている。
ヨークタウン高校を2007年に卒業。在学中に微生物学分野の研究プロジェクト「抗酸化物質が線虫 C.elegansの寿命に与える効果について」によってインテル国際学生科学技術フェアで2位を受賞し、国際天文学連合によって小惑星にオカシオ＝コルテスの名が付けられた（「 23238 オカシオ＝コルテス」）。高校時代にNPO団体「ナショナル・ヒスパニック・インスティチュート 」の教育プログラム「Lorenzo de Zavala (LDZ) Youth Legislative Session」に参加、ボストン大学在学中にはLDZ Secretary of Stateとなり、ジョン・F・ロペス奨学金を授与されている。2008年、ボストン大学の2年生だったときに父親を肺がんで亡くした。大学在学中にテッド・ケネディ上院議員の移民事務局でインターンをしていた。2011年にボストン大学の教養学部（College of Arts and Sciences、CAS）をクム・ラウデ（cum laude、「優等」の意）で卒業、経済学と国際関係学で学位を取得した。労働者階級の出身であることを自認し、多くの場合でその政治姿勢は労働者階級出身であることと関係している。2008年に亡くなった父親が遺言を残していなかったことから、遺産処理のための法廷闘争に巻き込まれた経験をもっており、このときオカシオ＝コルテスは「裁判所が遺産管理のために指名した弁護士たちが、いかにして、遺族が煩雑な書類手続きを行って何とかひねり出したお金で私腹を肥やすか」を身をもって学んだという。

### 大学卒業後
大学を卒業しブロンクスに戻ったオカシオ＝コルテスは、児童書などを扱う出版社ブルック・アベニュー・プレス（Brook Avenue Press）社を立ち上げた。しかし景気の悪化に伴い、父親の死後に掃除婦とスクールバスの運転手として働いていた母を支えるため、マンハッタンのタケリア（タコス料理店）「Flats Fix」でバーテンダー兼ウェイトレスとして、ときに一日18時間にも及ぶシフトで働いた。またNPO団体「ナショナル・ヒスパニック・インスティチュート（NHI）」では、全米および海外の大学進学を希望する高校生をターゲットにした5日間のプログラム'2017 Northeast Collegiate World Series 'でエジュケーショナル・ディレクターを務めるなどしている。
2016年の大統領選予備選挙の際、バーニー・サンダースの選挙事務局でオーガナイザーを務めた。この選挙が終わった後、車でアメリカを横断する旅に出かけ、ミシガン州のフリントやノースダコタ州とサウスダコタ州にまたがるスタンディングロック・インディアン居留地を訪れ、フリント水道水汚染問題やダコタ・アクセス・パイプライン抗議運動によって人権侵害を受けた人々と対話を重ねた。後のインタビューで政治家を目指したきっかけについて問われたオカシオ＝コルテスは、このスタンディングロック訪問が「転機だった」と明かしている。それまでは富や社会的影響力、権力がなければ選挙に立候補することもできないと思っていたが、ノースダコタで「人生のすべてを、持てる物のすべてを投げうってコミュニティを守ろうとしている」人々と出会ったことで、自ら政治に参加してコミュニティの役に立ちたいという気持ちになったと述べている。

## 下院議員時代

### 2018年下院議員選挙
2017年5月16日に政治行動委員会（PAC）の「ジャスティス・デモクラッツ（Justice Democrats）」と「ブランニュー・コングレス（Brand New Congress）」が擁立する候補者の発表集会がライブ配信され、オカシオ＝コルテスの名が候補者リストにあげられた。2017年8月、アトランタで開かれた「ネットルーツ・ネーション」のカンファレンスにパネリストとして参加し、他の候補者らと共に「党より人を優先する草の根キャンペーンをいかに行っていくか」などを議論した。

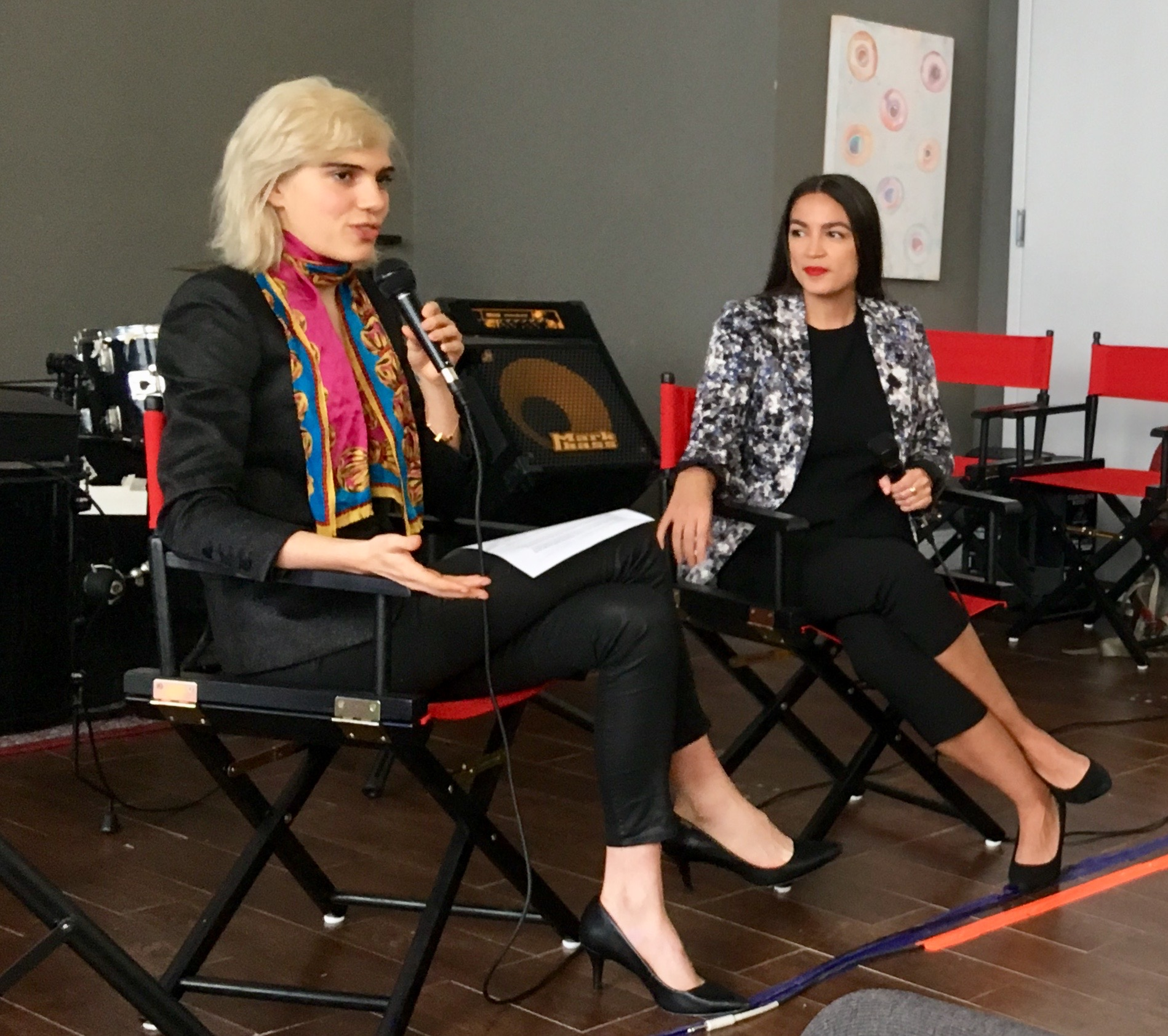
2017年12月、ジュリア・カミングのインタビューを受けるオカシオ＝コルテス。

2004年以降、ニューヨーク州第14選挙区での民主党予備選挙において、下院民主党議員総会議長でもあるジョー・クローリーに挑むのはオカシオ＝コルテスが初めてであった。資金面では大きなハンデがあったが、「ビッグ・マネーをお金の力で打ち破ることは実際のところできません。まったく別のやり方で勝たなければなりません」と述べている。オカシオ＝コルテスの資金源のうち75%は少額の個人献金だが、クローリーへの少額個人献金は資金総額の1%に満たない。オカシオ＝コルテス陣営の選挙資金は19万4千ドル（約2100万円）であったのに対しクローリー陣営は340万ドル（約3億7千万円）であった。
選挙事務所を立ち上げるのは今回が初めてで、選挙運動動画の第一声は「私のような女性は、選挙に出るべきではないとされている」であった。
6月15日、地元ケーブルテレビNY1（ニュー・ヨーク・ワン）の政治トークショー「インサイド・シティ・ホール」で候補者同士が選挙期間中に直接顔をあわせる機会が訪れた。NY1の司会者エロール・ルイスが合同インタビューを行いディベートを行う形式の番組である。6月18日、ブロンクスでディベートが行われる予定であったがクローリーは欠席し、代りにニューヨーク市議会議員のアナベル・パルマが出席した
オカシオ＝コルテスの支持団体には、MoveOn、ジャスティス・デモクラッツ、ブランニュー・コングレス、ブラック・ライブス・マター、デモクラシー・フォー・アメリカなど、市民権運動組織やプログレッシブ（進歩派）と呼ばれる組織があり、またオカシオ＝コルテス同様現職ニューヨーク州知事アンドリュー・クオモに挑戦したシンシア・ニクソン知事候補などからも支持された。
クオモ知事もクローリー支持であり、他にチャック・シューマー、キアステン・ジリブランドの両上院議員、ニューヨーク市長ビル・デブラシオの他、下院議員11名、地方議員31名、労働組合31団体、さらにプログレッシブ（進歩派）のシエラクラブ、プランド・ペアレントフッド、ワーキング・ファミリーズ・パーティー、NARALプロチョイス・アメリカ、マムズ・デマンド・アクション・フォー・ガン・センス・イン・アメリカ（Moms Demand Action for Gun Sense in America）などもクローリー支持である。オカシオ＝コルテスのようにジャスティス・デモクラッツの候補者であるカリフォルニア州選出の下院議員ロー・カンナは、はじめはクローリー支持であったが、後にオカシオ＝コルテス支持も表明したため、二重支持状態となった。
予備選挙に勝利した後、オカシオ＝コルテスは選挙戦略について次のように語った。
（選挙に）勝つつもりなら、進歩派は堂々とメッセージを送って自分たちの支持層を広げることだと思います。これが戦略的に勝つ唯一の方法です。中央に突進するようなやり方ではありません。異なった意見を持っている人々から支持を得るためにすべてのエネルギーを費やすようなやり方でもありません。私たちの政治に幻滅し、落胆し、皮肉を言う人に声を掛け、私たちはあなた達のために戦っているのだということを伝えるのです。

#### 予備選挙
2018年6月26日に行われた予備選挙でオカシオ＝コルテスは57.13% （15,897票）を獲得、ジョー・クローリーは 42.5% （11,761票）で、10期下院議員をつとめた現職候補におよそ15ポイントの差をつけて当選した。タイム誌はこの勝利を「2018年に行われたこれまでの選挙で最大の番狂わせだ」とし、CNNも同様に報じた。ニューヨーク・タイムズ紙はクローリー敗北を「火曜日におきた、衝撃的な予備選敗北。過去10年以上でもっとも重要な意味を持つ民主党現職の落選で、党を越え国中に影響を与えていくであろう」と伝えた。ガーディアン紙は「近年のアメリカ政治史における最大の番狂わせのひとつ」とした 。選挙費用支出がクローリーの18分の1であったことは特に驚きをもって受け止められた。メリアム＝ウェブスターの調べでは、オカシオ＝コルテス当選後「 socialism（社会主義）」という言葉の検索数がそれまでの1500%となった。オカシオ＝コルテスがアウトサイダー（部外者）的な立場にあると言われる通り、選挙当日の午後11時になってもクローリーはオカシオ＝コルテスに電話していない。オカシオ＝コルテスは「クローリーは私の電話を知らなかったはず。私もクローリーの番号を知らないですし。」としている。ただし選挙当日の夕方、アマチュア・ギタリストでもあるクローリーは支援者集会でブルース・スプリングスティーンの『明日なき暴走（Born to Run）』という曲をオカシオ＝コルテスへ捧げるとして演奏しており、これが事実上の敗北宣言であった。
バーニー・サンダースも「（オカシオ＝コルテスは）選挙区の民主党既成層の支持を得て確固たる勝利を収めた。進歩派の、草の根政治家に何ができるかを改めて証明した」と祝辞を送った。ノーム・チョムスキーはその勝利を「目を見張るような、そしてとても重要な出来事だ」と述べている。オカシオ＝コルテスの勝利は民主党の分裂を示すものとするチョムスキーは「オカシオ＝コルテスが示した政治家像は、非常に幅広い層に訴求力があるとみるのが正当である」と述べている。
オカシオ＝コルテスの勝利を、2014年にバージニア州第7選挙区の共和党予備選挙でティーパーティー運動の支持を受けてでエリック・カンター議員を破ったデイブ・ブラットになぞらえる政治評論家もいる。カンターもクローリーと同様に党の有力者であった。予備選挙後、オカシオ＝コルテスは全国の他の予備選で進歩派候補者を支持し、当選の望みが薄い候補者に対しても自身の知名度を頼りに支援を行った。
また、選挙活動は行わなかったが、アメリカ合衆国改革党のニューヨーク州第15区予備選で22人の候補者の中から記入投票候補者に選ばれている。オカシオ＝コルテスは、支持してもらったことには感謝したいとしながらも同党の指名を断っている

#### 本選挙

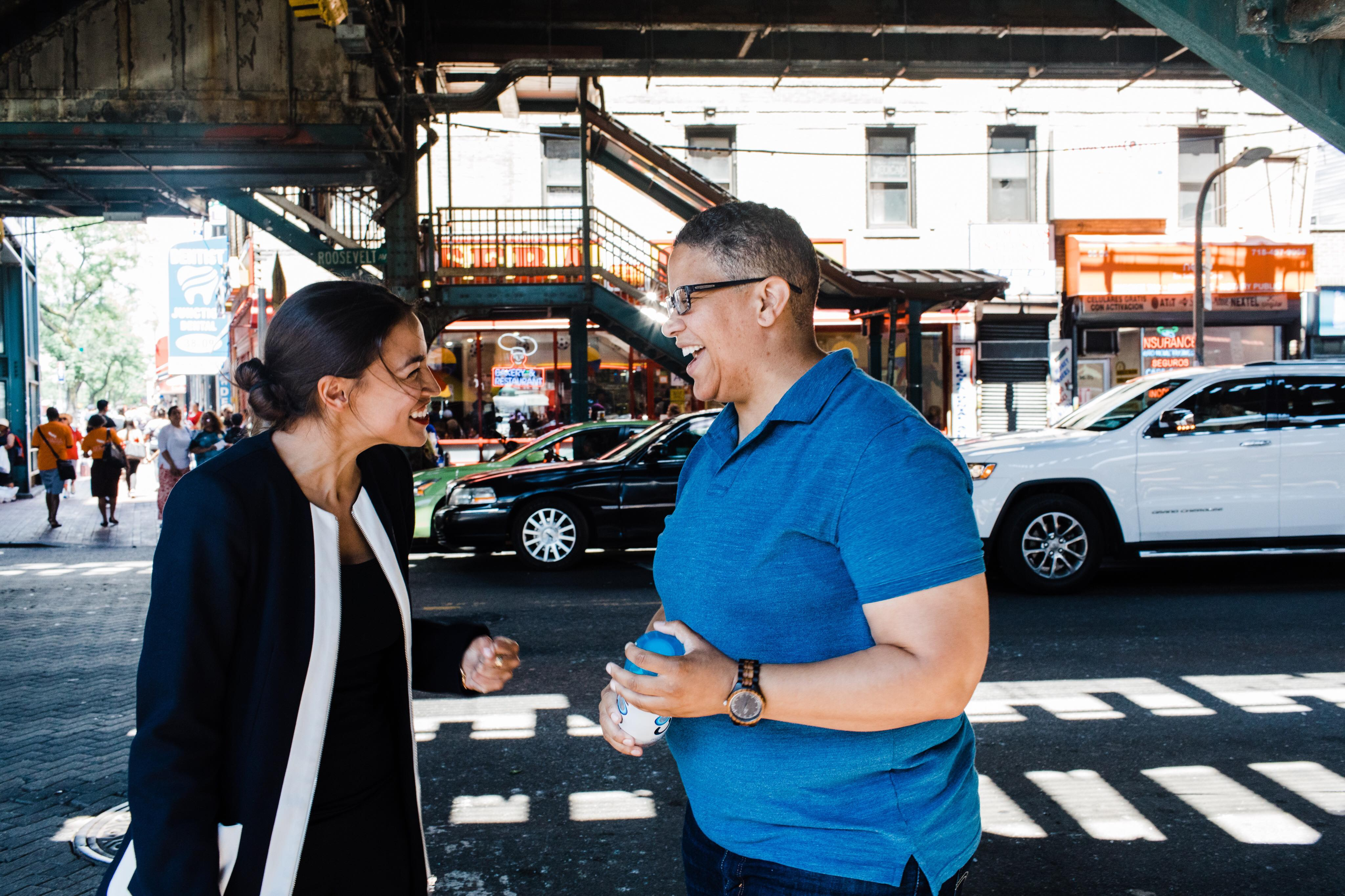
2018年8月、クィーンズ区で支持を訴えるオカシオ＝コルテス。

11月6日の選挙でオカシオ＝コルテスと対峙することになったのは共和党候補アンソニー・パパス（Anthony Pappas）であった。クィーンズ区アストリア地区在住でセント・ジョンズ大学の経済学者であるパパスは、ニューヨーク・ポスト紙によれば、積極的な選挙活動は行わなかった。ポスト紙は「ニューヨーク州第14区はクック投票動向指数が D+29 とニューヨークで6番目に民主党が強い地区であり、パパスはいわば『大穴』候補だ。選挙登録している民主党支持者数は共和党のおよそ6倍にもなる」としている。またオカシオ＝コルテスは様々な進歩派の組織や人物から支持を得ており、中にはバラク・オバマ前大統領やバーニー・サンダース上院議員の名前もあった。
なおクローリーも労働家族党の候補者として下院選挙名簿に名が残っていたが、党も本人も積極的な活動はせず、民主党予備選でオカシオ＝コルテスが勝利した後はその支持にまわった。7月17日、コネチカット州選出の元上院議員で、自身も2006年の民主党予備選挙で敗れ第3党から出馬して勝利したジョー・リーバーマンが、ウォール・ストリート・ジャーナル紙に「クローリーも労働家族党で積極的に選挙活動することを期待する」とのコラムを寄稿した。
労働家族党の事務局長ダン・カンター（Dan Cantor）は、デイリーニューズ紙でオカシオ＝コルテスを候補者としなかったことを詫びながら支持を表明し、有権者にもし名簿に名前が残っていてもクローリーには投票しないよう呼びかけた。
2018年8月、オカシオ＝コルテスはニューオーリンズで開催された集会「ネットルーツ・ネイション」で演説を行った。
本選挙でオカシオ＝コルテスは得票率78%（11万318票）で勝利した。パパスの得票率は14%（1万7762票）であった。オカシオ＝コルテスの当選は2018年中間選挙における民主党勝利の一部であり、民主党は下院で40議席増となって下院多数派の位置を取り戻した。

#### メディアでの扱い

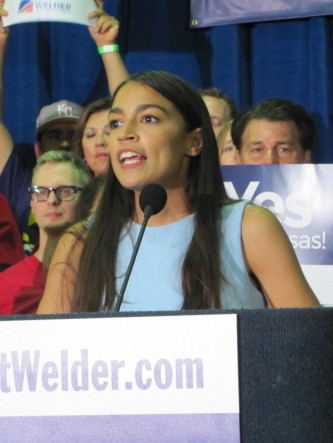
2018年7月20日、カンザスシティリアドン・コンベンション・センターで演説を行うオカシオ＝コルテス。

2018年民主党予備選で現職のジョー・クローリーを破るまで、主要ニュースメディアがオカシオ＝コルテスを取り上げることはほとんどなかった。ジャーナリストのブライアン・ステルター (Brian Stelter) によれば、ヤング・タークス やザ・インターセプトといった進歩派メディアは、オカシオ＝コルテスの番狂わせ勝利を予想していたという。ジャーナリストのマーガレット・サリバンは、献金総額などがこれまで選挙活動の成否を見極める基準であったが、これが「メディアの失敗」につながったとしている。また新聞雑誌等の活字媒体でも予備選勝利までオカシオ＝コルテスに注目したメディアはなかった。予備選勝利後、オカシオ＝コルテスは全国のメディアから注目を浴び、数多くの記事が書かれ、『ザ・レイト・ショー・ウィズ・スティーヴン・コルベア』や、予備選直後には『ザ・ビュー』、『ザ・デイリー・ショー』など、テレビのトーク番組にも出演した。
2018年7月にカンザスでサンダースと共にジェームズ・トンプソン（James Thompson）の選挙活動支援を行ったことも多くのメディアに取り上げられた。ウィチタでの決起集会では収容人数1500人の会場を変更せざるを得なくなるほど人が集まり、結果4000人を集め会場では座席が足りないため床に座る人もいた。ザ・ニューヨーカー誌に掲載されたベンジャミン・ウォレス＝ウェールズの記事によれば、サンダースは依然として「ますます人気の高まる左派の事実上のリーダーであり、〔それゆえ〕彼にとって容易でないこと、例えば人々に希望を与えること」まで求められている。ウォレス＝ウェールズは、オカシオ＝コルテスの存在がサンダースの仕事を楽にしてくれるとし、「かつては急進的であると考えられていた事が今では主流（メインストリーム）の一部である」ことを示すためにオカシオ＝コルテスを紹介すればいい、と提案した。
8月8日ブロンクスでの、また8月12日クィーンズ・コロナ地区での「リスニング・ツアー」でメディアの立ち入りを禁止した際には批判を浴びた。
2018年6月の民主党予備選当選以後は、右寄りのメディアからのネガティブ報道のターゲットとなった。FOXニュースやワシントン・イグザミナーはオカシオ＝コルテスの経済状況を揶揄するような批判的報道を行った。2018年7月、保守系ニュース局コンサバティブ・レビューは、PBSが過去にオカシオ＝コルテスにインタビューしたフィルムを大幅に編集した映像を公開した。このインタビューは、編集によってオカシオ＝コルテスがCRTVコメンテーター、アリー・スタッキー（Allie Stuckey）の質問に無意味な返事をしているかのような動画になっていた。同局と保守的メディアは当該ビデオを「風刺」と呼んだが、一部のコメンテーターからは「これはフェイク・ニュースの一例だ」と指摘された。
2018年9月、選挙運動の初期にオカシオ＝コルテスを取材した、マイケル・ムーア監督作品華氏119が公開された。

2018年12月、オカシオ＝コルテスは、自身に対するメディアの扱いが性差別主義のダブルスタンダードだと述べた。 ポール・ライアンの例を挙げ、ライアンは28歳で議員となり、その「賢明でない政策」にもかかわらず「天才」として扱われたが、自分に向けられたのは疑惑と嘲りだったとした。

### 下院議員第1期

#### 第116議会
議会オリエンテーションの初日、オカシオ＝コルテスは下院少数党院内総務ナンシー・ペロシの議員室前で行われた気候変動対策の不足に対する抗議活動に参加した。これはペロシの下院議長選立候補を後押しするもので、オカシオ＝コルテスは「（ペロシは）依然としてもっとも進歩的な下院議長候補だ」と述べた。
オカシオ＝コルテスが下院議員となったのは年功によるものではなくソーシャルメディアの力であったが、これは下院での影響力をも高めた。米ネットメディア「Axios」によれば「今回当選した民主党の新人下院議員全員をあわせても、ソーシャルメディアへの影響力ではオカシオ＝コルテスひとりに敵わない」としている。2018年11月では138万だったTwitterのフォロワー数は、2019年1月時点で250万を超え、ナンシー・ペロシをも大きく上回っている。またInstagramのフォロワー数はおよそ160万である。
ケネディスクールによる新人議員向けオリエンテーションの際、Twiiterに米シンクタンクアメリカン・エンタープライズ公共政策研究所（AEI）や戦略国際問題研究所（CSIS）などが体現する企業利益の影響力について次のように投稿した「ロビイストはここにいる。ゴールドマン・サックスも。労働者たちはどこ？活動家は？最前線のコミュニティ・リーダーたちはどこにいる？」
オカシオ＝コルテスの下院での初めての演説動画（4分間）を米ケーブルテレビ局C-SPANがツィートしたところ、12時間でC-SPANがこれまでツィートした動画の視聴数記録を塗り替えた。

### 所属委員会
- アメリカ合衆国下院金融サービス委員会（英語版）[119][120]
- アメリカ合衆国下院監視・政府改革委員会（英語版）[121]

## 政治姿勢
民主社会主義者を自認し、米政治団体「アメリカ民主社会主義者」のメンバーである。自身の信奉する社会主義は、ベネズエラやキューバのような体制ではなく、「イギリスや、ノルウェー、フィンランド、スウェーデンなどがもっとも近い」という。
プログレッシブ（進歩派）政策を支持しており、例として単一支払者制度 (Single-payer healthcare) による国民皆保険、公立大学・職業専門学校の学費無償化、連邦政府による雇用保障制度 (Jog guarantee) 、家族休暇の保障、アメリカ合衆国移民・関税執行局の廃止、刑務所民営化の終了と銃規制法の制定、100%再生可能エネルギーに基づくエネルギー政策を主張している。またこうした政策の財源の論拠として現代貨幣理論（MMT）を取り入れており「政府は予算を均衡させる必要はない。財政黒字は、実際のところ経済に打撃を与える」と述べている。ノーベル経済学賞を受賞した経済学者ポール・クルーグマンは、オカシオ＝コルテスのいうような健康保険制度は先進国では一般的であり、米国の制度よりも掛かっているコストは低い、と述べている。また雇用保障制度についてもトランプの減税法よりも掛かるコストは低いだろうとしている。

### 税制
所得税の累進課税を最大70%まで引き上げ、得られる増収分1,000万ドルを「グリーン・ニューディール」政策の財源に充てるとする案を表明している。ワシントン・ポスト紙が専門家に解析を依頼したところ、この税制を実行した場合の増収額は10年で7,200億ドルにのぼるという。ポール・クルーグマンはオカシオ＝コルテスの税制案について「狂気とはかけ離れたもの。真剣に経済を研究した結果だ」と述べた。クルーグマンはノーベル賞受賞経済学者であり「公共財政の第一人者であることはほぼ間違いない」ピーター・ダイアモンドと「不平等研究の第一級専門家」である エマニュエル・サエズも、最適な最高税率を73%と見積っていることを引証した。この最高税率引き上げ案はフリアン・カストロも賛意を示している。
赤字の増加を防ぐために民主党が提案した、増税またはそれに見合った支出削減のいずれかによって財源を補填することを義務付けるペイアズユーゴー (PAYGO)  原則には反対し、民主党下院議員ロー・カンナと共に進歩派政策を骨抜きにするものだとして非難している。税制案の財源については「国家にとって赤字はそもそも問題ではない」という現代貨幣理論（MMT）に依拠している。大恐慌を引き合いに、グリーンニューディールにも元のニューディール政策のように（赤字の）支出が必要であると述べている。

### 教育問題
公立大学と職業学校の授業料無償化案に賛成している。オカシオ＝コルテス自身もいまだに奨学金の返済を続けており、あらゆる学生ローンを帳消しにすることを求めている。

### 環境問題
環境問題については強硬論者を自認しており、気候変動を「国家安全保障上、唯一最大の脅威」だとしている。また、アメリカ合衆国は2031年までに電力源を100%再生可能エネルギーへと移行し、化石燃料の使用を止めるべきだと主張している。グリーン・ニューディールの旗振り役でもあり、大規模グリーン・インフラストラクチャー・プロジェクトへ資金拠出などを連邦政府に求めている。グリーン・ニューディールは、他にエリザベス・ウォーレン上院議員やコリー・ブッカー上院議員も支持している。
オカシオ＝コルテスは「提案の基準に適合する計画を起草するための下院特別委員会」の設置を提案している。彼女のウェブサイトに掲載された案によれば、その内容は「グリーン・ニューディール法を可決してから10年以内に」「再生可能エネルギー以外は発電に使用しない」というものである。また全国規模の「スマートな」配電網と「エネルギー効率の良い施設の大規模アップグレード」も提案には含まれていた。米草の根運動団体「サンライズ・ムーブメントによれば、新議会のうち43人の民主党員がこの案を支持したとされるが、下院エネルギー・商業委員会委員長の民主党フランク・パロン（ニュージャージー州選出）はこの案に反対である。

### ヘルスケア
ヘルスケアは人権であるとの考えから、国民全員を対象とした、単一支払者制度に移行すべきとの案に賛同している。政府が単一支払者となってすべてのアメリカ人が医療保険に加入できるようにし、一方で全体のコストをさげるようにすべきと唱えている。選挙キャンペーンサイト上では「他のほとんどの先進国には国民皆保険制度がある。アメリカも、今こそ世界に追い付き、すべての人々が破産など気にせずに利用できる、本物の医療保険制度を手に入れましょう」と訴えている。2020年大統領選に出馬すると目されている民主党候補の多くも国民皆保険制度（Medicare for all）を支持している。

### 移民問題
2018年2月、オカシオ＝コルテスはアメリカ合衆国移民・関税執行局（ICE）の予算配分停止に賛同する意向を示した。またこの際、ICEは「ブッシュ政権時代の米国愛国者法に基づいて作られた組織」で「日一日と準軍事組織的になっていく法執行機関」だと述べている。この年の6月、「当局の完全廃止まではしない」が「より多くの移民が犯罪者扱いされずに米国市民権を得られる道をつくりたい」と述べている。また後にこの発言は移民を国外に退去させる制度自体の廃止を意味するものではないとしている。アメリカ合衆国国土安全保障省の運営する移民拘留センターを、一般への公開（パブリックアクセス）が限定的だとして「ブラック・サイト」と呼んでいる。予備選挙の2日前にはテキサス州エルパソ郡にある国境の町トーニロ にあるICEの児童保護センターを訪れ、抗議活動に参加した。

### トランプ大統領との対立
2018年6月28日、オカシオ＝コルテスはCNNの取材に対し、「報酬条項」に違反しているとしてトランプ大統領弾劾への支持を表明、「説明責任は誰にでもあるようにしなければならないし、その原則を破る者がいないようにしなければならない。」と述べた。
2019年7月14日から翌日にかけて、トランプ大統領はツイッターで、民主党の非白人系の女性議員らを念頭に「彼女らは文句しか言わない」、「彼女らは米国を嫌悪する人々だ」、「ここが嫌ならば、出ていけばいい」などの発言を行った。この時点で特定の議員名を名指した発言ではなかったが、オカシオ＝コルテスは他の非白人系女性議員であるイルハン・オマル、ラシダ・タリーブ、アヤンナ・プレスリーとともに4人で記者会見を開き、トランプ大統領の発言について批判した。

### 中東問題
2018年5月、ガザ地区とイスラエルの国境沿いで抗議活動を行ったパレスチナ市民に対し殺傷力の高い武器を使用したとしてイスラエル国防軍を非難、「虐殺だ」とツィートした。
2018年7月、PBSの番組『Firing Line』のインタビューで「（イスラエルとパレスチナの）2国家共存案 (Two-state solution) に賛成します」と述べ、ヨルダン川西岸地区にイスラエルがいることは「パレスチナを占領（occupation）している」と発言した。この「占領（occupation）」という言葉は、数多くの親イスラエル団体やコメンテーターらの反感を買うこととなった。国連が西岸地区を占領地域に指定していることからオカシオ＝コルテスを擁護する声もある。この発言とその前のツイートが報道された際には「この問題について地政学の専門家ではない」と述べている。

### プエルトリコ
「プエルトリコとの連帯」を訴えている。プエルトリコの法的分類にかかわらずプエルトリコ人に更なる市民権の付与、より具体的には選挙権と災害保障を求めている。ハリケーン・マリア災害へのアメリカ合衆国連邦緊急事態管理庁（FEMA）の対応や、プエルトリコの政治的地位問題への取り組みに消極的な連邦政府に批判的であり、連邦政府はプエルトリコへの投資額を増やすべきだとしている。

### 社会問題
LGBTコミュニティ支持を表明し、自身の草の根運動への協力に謝意を示している。イギリス人YouTuberの hbomberguy がトランスジェンダーの子供達を支援するイギリスの慈善団体「マーメイド」への資金援助のためにゲーム「ドンキーコング64」をプレイするチャリティイベントを行った際、イベントを宣伝し自らもイベントに参加した。

### 2020年大統領選の支持先
2019年10月15日、2020年アメリカ合衆国大統領選挙に向けた民主党候補者争いの中で、オカシオ＝コルテスはバーニー・サンダースへの支持を表明。バーニー・サンダースは国民皆保険制度の導入を公約に抱える急進派で、序盤戦から支持率で2番手につけていたが、10月上旬に病気を理由に戦線から一時離脱している状況にあった。

### 連邦最高裁判事の人選に注文
2021年、オカシオ＝コルテスはトランプ大統領時代に増えた保守派の連邦最高裁陪席判事に対抗するためにリベラル派の陪席判事の若返りを主張。結果的に最高齢のリベラル派判事であるスティーブン・ブライヤーの退任を決定づけるものとなった。

## 受賞歴
2007年に当時高校2年だったときにインテル国際学生科学技術フェアで2位となったことから、国際天文学連合によって小惑星 23238 にオカシオ＝コルテスの名が付けられた（23238 オカシオ＝コルテス）。ナショナル・ヒスパニック・インスティチュート（NHI）のエルネスト・ニエト により、 同団体の2017年パーソン・オブ・ザ・イヤーに選ばれた。

## プライベート
オカシオ＝コルテスの親族はプエルトリコにおり、祖父もプエルトリコの介護施設で暮らしていたが、2017年9月のハリケーン・マリアで被災し亡くなった。2008年に父親を亡くした後、母親と祖母は経済的な事情からフロリダに移住している。カトリック教徒であり、イエズス会が発行する雑誌「アメリカ」の記事で信仰が人生に与えた影響、またアメリカ合衆国の刑事司法制度の改革運動に与えたインパクトについて述べている。2018年に活動家グループ「Jews for Racial & Economic Justice」が開いたハヌカーパーティーの場で、自身の先祖にセファルディムがいると発言しているが、ユダヤ教を信仰しているわけではない。
2018年の選挙戦中はブロンクス区パークチェスターに住んでいた。